# Fred Galvin
Frederick William „Fred“ Galvin (* 10. November 1936 in St. Paul, Minnesota) ist ein US-amerikanischer Mathematiker, der sich mit axiomatischer Mengenlehre und Kombinatorik befasst.
Galvin studierte an der University of Minnesota-Minneapolis mit dem Bachelor-Abschluss 1958 und dem Master-Abschluss 1961. 1967 wurde er dort bei Bjarni Jonsson promoviert (Horn Sentences). Er war 1965 bis 1967 Instructor und 1967/68 Lecturer an der University of California, Berkeley, ab 1968 Assistant Professor an der University of California, Los Angeles und ab 1975 Associate Professor und ab 1978 Professor an der University of Kansas.
1995 bewies er die Vermutung von Jeff Dinitz in der Kombinatorik (nach Vorarbeit von Jeannette Janssen). In der unendlichen Ramsey-Theorie zeigte er mit Prikry, dass Borel-Mengen die Ramsey-Eigenschaft besitzen.
Er gab einen einfacheren Beweis des Satzes von András Hajnal und James Baumgartner über eine Partitionsrelation.

## Schriften
- On a partition theorem of Baumgartner and Hajnal, in: Infinite and Finite Sets, Colloquium Keszthely, 1973, Band 2, North Holland 1975, S. 711–729
- mit Karel Prikry: Borel sets and Ramsey's theorem, J. Symbolic Logic, Band 38, 1973, S. 193–198.
- mit Andras Hajnal: Inequalities for cardinal powers, Annals of Mathematics, Band 101, 1975, S. 491–498.
- Generating countable sets of permutations, J. London Math. Soc., Band 51 1995, S. 230–242.
- The list chromatic index of a bipartite multigraph, J. Combin. Theory Ser. B, Band  63, 1995, S. 153–158 (Dinitz Vermutung)
- mit Petr Simon: A Čech function in ZFC, Fundamenta Mathematica, Band 193, 2007, S. 181–188.
- mit Jean Larson: Pinning countable ordinals, Fundamenta Mathematica, Band 82, 1974/75, S. 357–361